# Escut canadenc
|  | Per a l'escut heràldic canadenc, vegeu Escut del Canadà. |

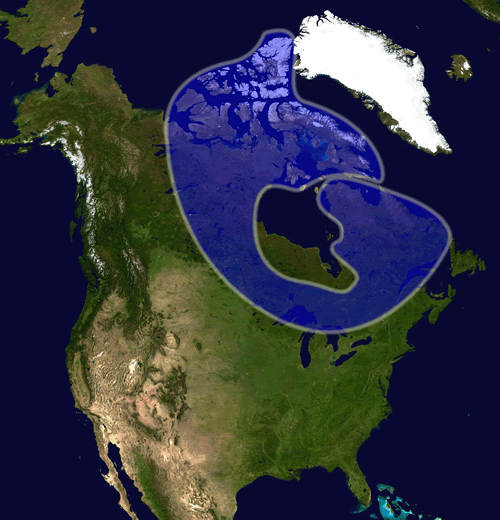
L'escut canadenc

L'escut canadenc o escut laurencià (en anglès Canadian Shield, en francès Bouclier Canadien), és un gran sector geogràfic situat al Canadà oriental i central, compost principalment de roca ígnia nua, que data del Precambrià i metamòrfiques d'alt grau. Forma el crató nord-americà (o Laurència), l'antic nucli geològic del continent nord-americà. La glaciació ha deixat la zona només amb una fina capa de sòl, a través de la qual sovint són visibles les exposicions de roca ígnia derivades de la seva llarga història volcànica. Com a regió profunda, comuna i unida a l'est i centre del Canadà, l'Escut s'estén al nord des dels Grans Llacs fins a l'oceà Àrtic, cobrint més de la meitat del Canadà i la major part de Groenlàndia; també s'estén cap al sud fins a l'extrem nord dels Estats Units.Cobreix el 95% del Quebec i les regions del nord de Saskatchewan, Manitoba i Ontario, així com la major part de la península de Labrador.
Té forma de U, però gairebé semicircular, cosa que li dona una semblança amb un escut de guerrer i és una subsecció del crató de Laurència.

## Extensió geogràfica
L'escut canadenc és una divisió fisiogràfica que comprèn quatre províncies fisiogràfiques més petites: Laurentian Upland, Kazan Region, Davis i James. L'escut s'estén als Estats Units com les muntanyes Adirondack (connectades per l’eix de Frontenac) i les terres altes superiors. L'escut canadenc és una subsecció en forma d'U del crató de Laurència que significa l'àrea de major impacte glacial (rascar a la roca nua) creant els sòls prims. S'estima que l'edat de l'escut canadenc és de 4,28 Ga. L'escut canadenc va tenir cims irregulars, més alts que qualsevol de les muntanyes actuals, però milions d'anys d'erosió han transformat aquestes muntanyes en turons ondulats.
L'escut canadenc és un collage de plaques arqueanes i terrans d'arc juvenil acrecionats i conques sedimentàries de l'Eó Proterozoic que es van amalgamar progressivament durant l'interval 2,45-1,24 Ga, amb el període de creixement més important durant l’orogènia Trans-Hudson, entre c. 1,90–1,80 Ga. L'escut canadenc va ser la primera part d'Amèrica del Nord que es va elevar permanentment sobre el nivell del mar i s'ha mantingut gairebé totalment intacta per les successives invasions del mar al continent. És l'àrea més gran de la Terra de roca arcaica exposada. Les roques base metamòrfiques són majoritàriament del Precambrià (fa entre 4.500 i 540 milions d'anys) i han estat aixecades i erosionades repetidament. Avui consta principalment d'una àrea de baix relleu 300|–|610 m sobre el nivell del mar amb alguns monadnocks i serralades baixes (incloses les Muntanyes laurencianes) probablement erosionades de l'altiplà durant l'era cenozoica. Durant l'època del Plistocè, les plaques de gel continental van deprimir la superfície terrestre (creant la Badia de Hudson), però també van inclinar cap amunt el seu "bord" nord-est (el Torngat), van treure milers de conques de llacs i es van endur gran part del sòl de la regió. La part nord-est, però, es va inclinar cap amunt de manera que, al nord de Labrador i l'illa de Baffin, la terra s'eleva a més de 1.500 metres (5.000 peus) sobre el nivell del mar.
Quan s'inclou la secció de Groenlàndia, l'escut canadenc és aproximadament circular, limitat al nord-est per l'extrem nord-est de Groenlàndia, amb la badia d'Hudson al mig. Cobreix gran part de Groenlàndia, tot el Labrador i la Gran Península del Nord de Terranova, la major part del Quebec al nord del riu Sant Llorenç, gran part d’Ontario incloses les seccions del nord de la península d'Ontario, les muntanyes Adirondack de Nova York, el la part més al nord del baix Michigan i tot l'alt Michigan, al nord de Wisconsin, al nord-est de Minnesota, les parts central i nord de Manitoba lluny de la badia d'Hudson, al nord de Saskatchewan, una petita part del nord-est d’Alberta, territoris continentals del nord- oest a l'est d'un La línia s'estenia al nord des de la frontera entre Saskatchewan i Alberta, la major part del continent de Nunavut i, del seu arxipèlag àrtic, l'illa de Baffin i bandes significatives a través de les illes Somerset, Southampton, Devon i Ellesmere. En total, l'àrea exposada de l'Escut cobreix aproximadament 8000000 km² . La veritable extensió de l'escut és encara més gran i s'estén des de la serralada occidental a l'oest fins als Apalatxes a l'est i fins al sud fins a Texas, però aquestes regions estan recobertes de roques i sediments molt més joves.

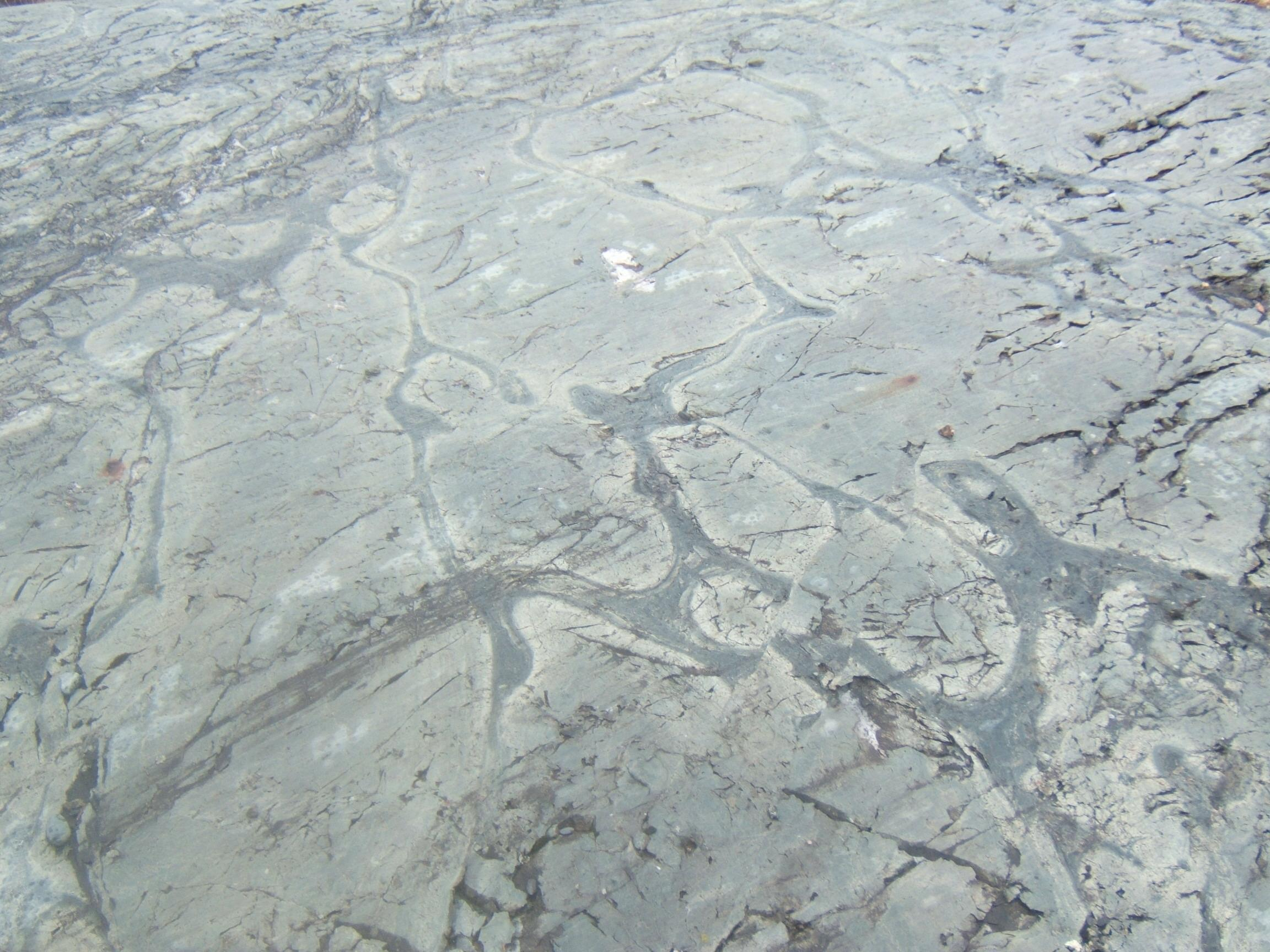
Lava de coixí precambriana degradada alcinturó de pedra verda de Temagami
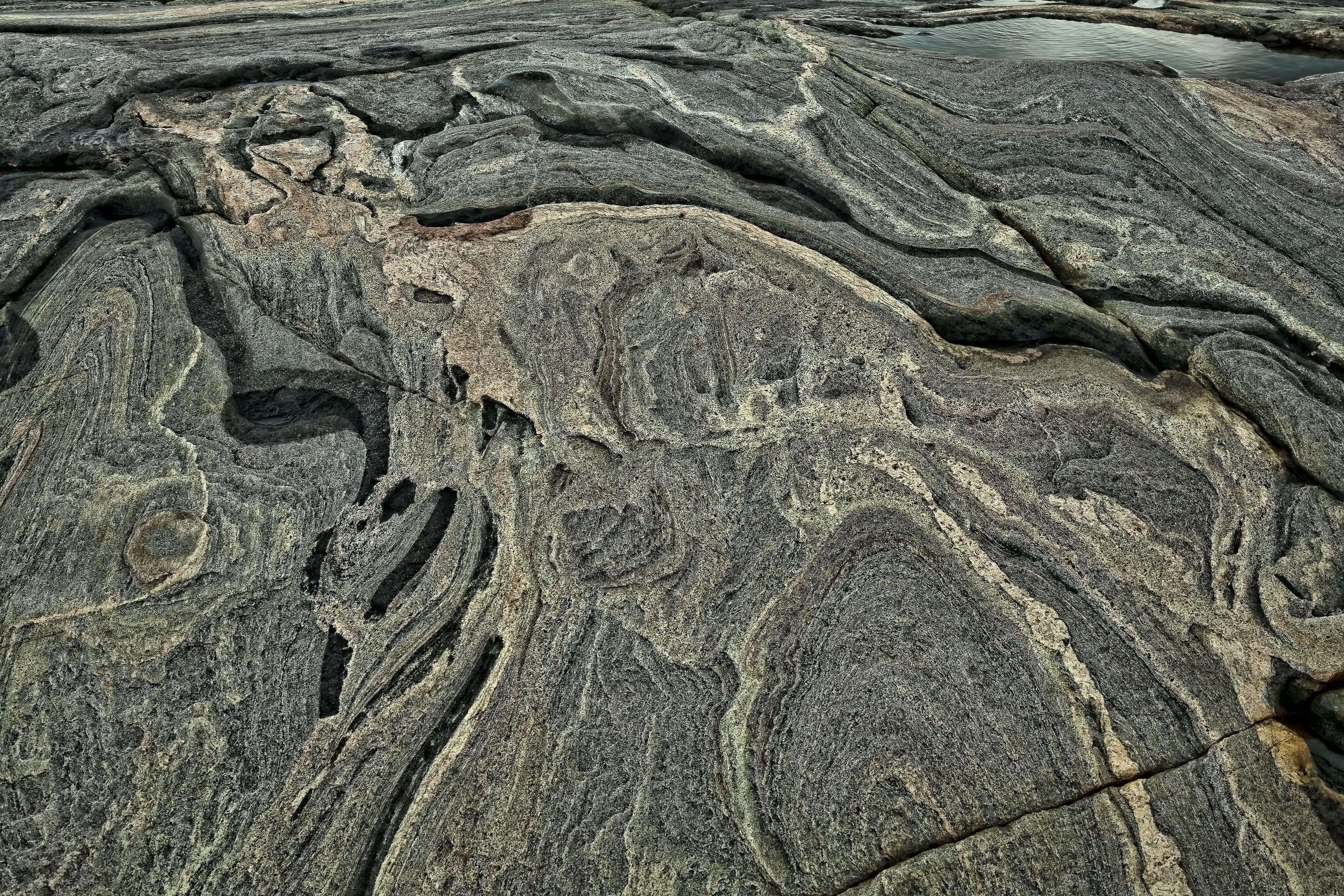
Gineisprecambrià plegat de l'escut canadenc a labadia de Geòrgia, Ontario
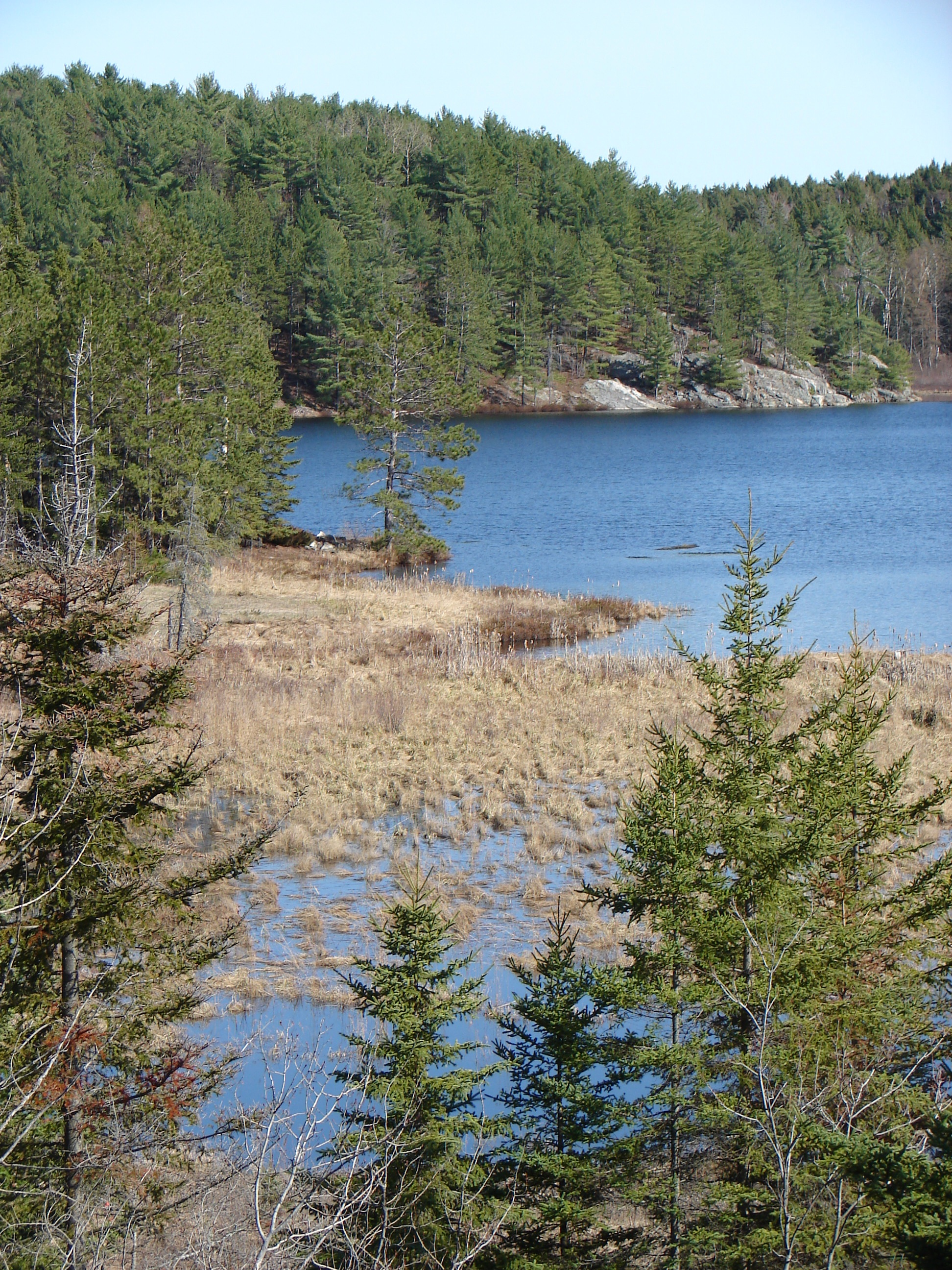
Paisatge típic de l'escut canadenc: avets, llacs, aiguamolls i roca

## Geomorfologia
L'escut canadenc és un dels més antics de la Terra, amb regions que daten entre 2.500 i 4.200 milions d'anys. La multitud de rius i llacs de la regió és un exemple clàssic d'un sistema de drenatge alterat, causat per les conques hidrogràfiques de la zona alterades per la glaciació i l'efecte dl'rebot postglacial. L'Escut era originàriament una zona de muntanyes molt grans i molt altes (uns 12.000 m ) amb molta activitat volcànica, però la zona es va erosionar fins a gairebé el seu aspecte topogràfic actual de relleu relativament baix fa més de 500 milions d'anys. L'erosió ha deixat al descobert les arrels de les muntanyes, que prenen forma de cinturons de pedra verda en què cinturons de roca volcànica que han estat alterats pel metamorfisme estan envoltats de roca granítica. Aquests cinturons tenen una antiguitat entre 3600 i 2680 milions d'anys. Gran part de la roca granítica pertany a la família de roques tonalites-trondhjemite-granodiorites, que són característiques de l'escorça continental arqueica. Molts dels principals jaciments de mineral del Canadà estan associats amb cinturons de pedra verda.
La caldera del llac Sturgeon al districte de Kenora, Ontario, és un dels complexos de caldera neoarcaica mineralitzada millor conservats del món, que té 2.700 milions d'anys. L'escut canadenc també conté l’eixam de dic de Mackenzie, que és l’eixam de dic més gran conegut a la Terra.
Les muntanyes tenen arrels profundes i suren sobre el mantell més dens com un iceberg al mar. A mesura que les muntanyes s'erosionen, les seves arrels s'aixequen i s'erosionen al seu torn. Les roques que ara formen la superfície de l'Escut estaven una vegada molt per sota de la superfície de la Terra.
Les altes pressions i temperatures a aquestes profunditats van proporcionar condicions ideals per a la mineralització. Tot i que aquestes muntanyes estan ara molt erosionades, encara existeixen moltes muntanyes grans a l'extrem nord del Canadà anomenada Serralada Àrtica. Es tracta d'una vasta serralada profundament dissecada, que s'estén des de l'illa d'Ellesmere més al nord fins a l'extrem més septentrional de Labrador. El cim més alt de la serralada és el pic Barbeau de Nunavut amb 2616 m sobre el nivell del mar. La roca precambriana és el component principal de la roca base.
El crató nord-americà és la roca base que forma el cor del continent nord-americà i l'escut canadenc és la part més gran exposada de la roca base del crató.
La composició actual de l'escut és una capa de sòl molt prima que cobreix la roca nua amb molts afloraments. El gel de la darrera glaciació va erosionar la roca i va emportar-se'n la terra. Aquest escut originàriament era una superfície de muntanyes amb activitat volcànica, però actualment l'erosió n'ha aplanat la superfície. Les condicions, d'altes pressions i temperatures, a les fondàries han estat les ideals per a la mineralització.
Les altituds a l'escut canadenc es troben majoritàriament entre els 300 i els 600 metres. També hi ha algunes serralades més altes, com les muntanyes Torngat (mont Iberville, 1.652 m) al nord-est de les muntanyes laurencianes (mont Raoul Blanchard, 1.181 m), les muntanyes Otish, les muntanyes Groulx i les muntanyes Adirondack (mont Marcy, 1.629 m).
Els rius que discorren cap a l'oceà Àrtic tenen règim de desgel i a l'estiu n'augmenta el cabal quan es descongelen. No són navegables.

## Ecologia

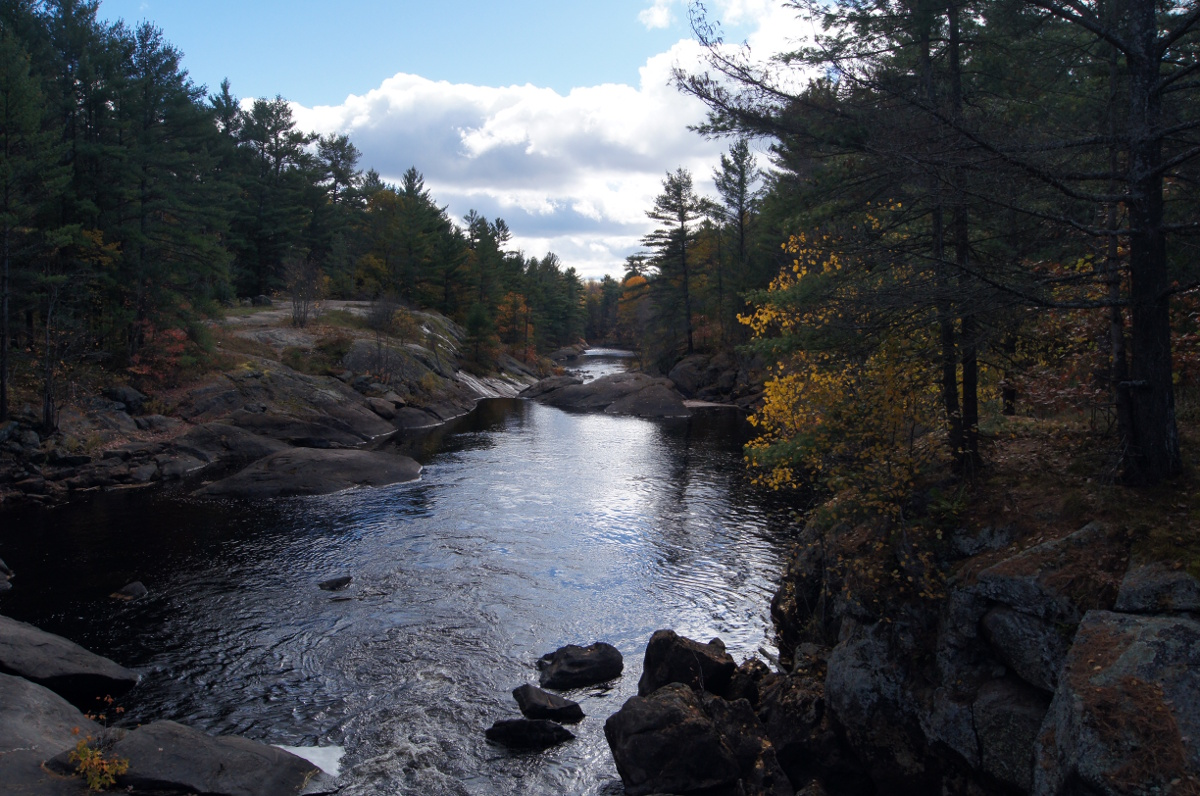
Paisatge d'escut típic d'una regió del sud d'Ontario amb molt pocs arbres vells, a causa d'una història de tala i incendis. Black River, Queen Elizabeth II Wildlands Provincial Park.

L'expressió superficial actual de l'Escut és una de sòls molt prims que es troben a la part superior de la roca principal, amb molts afloraments nus. Aquest arranjament va ser causat per una glaciació severa durant l'edat de gel, que va cobrir l'escut i va raspar la roca.
Les terres baixes de l'escut canadenc tenen un sòl molt dens que no és apte per a la forestació; també conté molts aiguamolls i pantans (muskegs). La resta de la regió té un sòl gruixut que no reté bé la humitat i està congelat amb permafrost durant tot l'any. Els boscos no són tan densos al nord.
L'Escut està cobert en parts per grans boscos boreals al sud que donen suport als ecosistemes naturals, així com a una important indústria forestal. La zona del bosc boreal dona pas a la taigà de l'Escut canadenc oriental que cobreix el nord del Quebec i la major part del Labrador. Els boscos del Midwest Canadian Shield que van cap a l'oest des del nord-oest d'Ontario tenen boscos boreals que donen pas a la taigà a les parts més al nord de Manitoba i Saskatchewan. El drenatge hidrològic és generalment pobre, els efectes de compactació del sòl de la glaciació n'és una de les moltes causes. La tundra normalment predomina a les regions del nord. Hi ha molts mamífers com ara ren, cérvol de Virgínia, ant, llops, golut, musteles, visó, llúdrigues, os grizzly, os polar i óssos negres. En el cas dels óssos polars (Ursus maritimus ), l'àrea de l'Escut conté moltes de les seves ubicacions de guarida, com ara el Parc Nacional de Wapusk. Els nombrosos llacs i rius de l'Escut contenen una gran quantitat d'espècies de peixos esportius diferents, com ara el lúcid, el lluç, la truita de llac, la perca groga, el peix blanc, la truita de rierol, el tímal àrtic i molts tipus d'esquer. Les superfícies de l'aigua també acullen moltes aus aquàtiques, sobretot les oques del Canadà, els lloms i les gavines. Els extensos boscos contenen una infinitat de població d'altres ocells, inclosos corbs i corbs, ocells depredadors i molts ocells cantors.

## Mineria i economia
L'escut canadenc és una de les zones més riques del món en termes de minerals. Està ple de dipòsits substancials de níquel, or, plata i coure. Al llarg de l'Escut hi ha molts pobles miners que extreuen aquests minerals. El més gran, i un dels més coneguts, és Sudbury, Ontario. Sudbury és una excepció al procés normal de formació de minerals a l'Escut, ja que la conca de Sudbury és un antic cràter d'impacte de meteorits. El maig de 2007 es van trobar ejectes de l'impacte del meteorit a la Formació Rove. La propera però menys coneguda anomalia magnètica de Temagami té semblances sorprenents amb la conca de Sudbury. Això suggereix que podria ser un segon cràter d'impacte ric en metalls.
Al nord-est del Quebec, el gegant llac Manicouagan és el lloc d'un extens projecte hidroelèctric (Manic-cinq, o Manic-5). Aquest és un dels cràters d'impacte de meteorits més grans coneguts a la Terra, encara que no tan gran com el cràter de Sudbury; actualment ocupa el cinquè lloc, mentre que Sudbury és el tercer.
El cinturó de pedra verda de Flin Flon al centre de Manitoba i al centre-est de Saskatchewan és un dels districtes de sulfurs massius (VMS) albergats per volcànics paleoproterozoics més grans del món, que conté 27 jaciments de coure - zinc- (or) dels quals s'han extret més de 183 milions de tones de sulfur.
L'escut canadenc, especialment la part dels Territoris del Nord-oest, ha estat recentment el lloc de diversos descobriments importants de diamants. Les canonades de kimberlita on es troben els diamants estan estretament associades amb els cratons, que proporcionen el mantell litosfèric profund necessari per estabilitzar el diamant com a mineral. Les erupcions de kimberlita porten llavors els diamants des de més de 150 km profunditat fins a la superfície. Les mines Ekati i Diavik estan explotant activament diamants de kimberlita.

## Clima
El clima dona un paisatge amb el tipus de vegetació principalment de taigà o tundra, on hi viuen, entre d'altres, el caribú i l'os polar.

## Indústria
És una de les zones més riques del món en minerals. Hi ha molts dipòsits de níquel, or, argent i coure. El poblat miner més conegut és Sudbury, en un antic cràter a Ontario.
També s'han trobat dipòsits de diamants. La kimberlita extreta de la terra conté diamants d'origen relativament recent. La indústria forestal també és molt important.